# Salka bimaculata
Salka bimaculata är en insektsart som beskrevs av Irena Dworakowska 1981. Salka bimaculata ingår i släktet Salka och familjen dvärgstritar. Inga underarter finns listade i Catalogue of Life.